# Церковь Святого Духа (Потелич)
Церковь Святого Духа (укр. Церква Святого Духа) — православная деревянная церковь в селе Потелич (Львовская область, Украина), сооружённая в 1502 году. Старейшая сохранившаяся деревянная церковь Львовщины. Выдающийся памятник архитектуры и монументального искусства галицкой школы. 21 июня 2013 года на 37-й сессии Комитета всемирного наследия ЮНЕСКО, проходившей в Камбодже, церковь Святого Духа вместе с другими деревянными церквями Карпатского региона была занесена в Список всемирного наследия ЮНЕСКО.

## История
Церковь была построена в 1502 году гончарами села Потелич на месте церкви Бориса и Глеба, которую сожгли татары. По преданию, Богдан Хмельницкий побывал на богослужении в этой церкви, когда ждал из разведки вестника Буняка.
Церковь трёхдольная (трёхсрубная), размеры в плане составляют 18,3 × 7,0 метров. В XVII веке в церкви был установлен новый двухъярусный иконостас. Росписи церкви были сделаны в 1620-1640 годах. Икона «Деисус» была написана известным иконописцем Иваном Рутковичем в 1683 году. В 1718 году прошла реставрация церкви под руководством мастера Казимира Доминиковича. В 1736 и 1753 годах он же провёл работы, в ходе которых были заменены основы и перекрытия над алтарём, отремонтировано крыльцо, а также западные и южные двери.
Реставрационные работы проводились также в 1831, 1903 и 1923 годах, во время которых все гонтовые крыши и обшивка стен заменили жестью. Во время реставрации 1970-1972 годов были восстановлены первоначальный вид церкви и стенопись.
Рядом с церковью находится деревянная квадратная в плане двухъярусная 20-метровая башня-колокольня размером 4,4 × 4,4 м, построенная в то же время, что и церковь. Звонницу ремонтировал мастер Казимир Доминикович в 1736 году, последняя реставрация проходила в 1970 году.

## Галерея

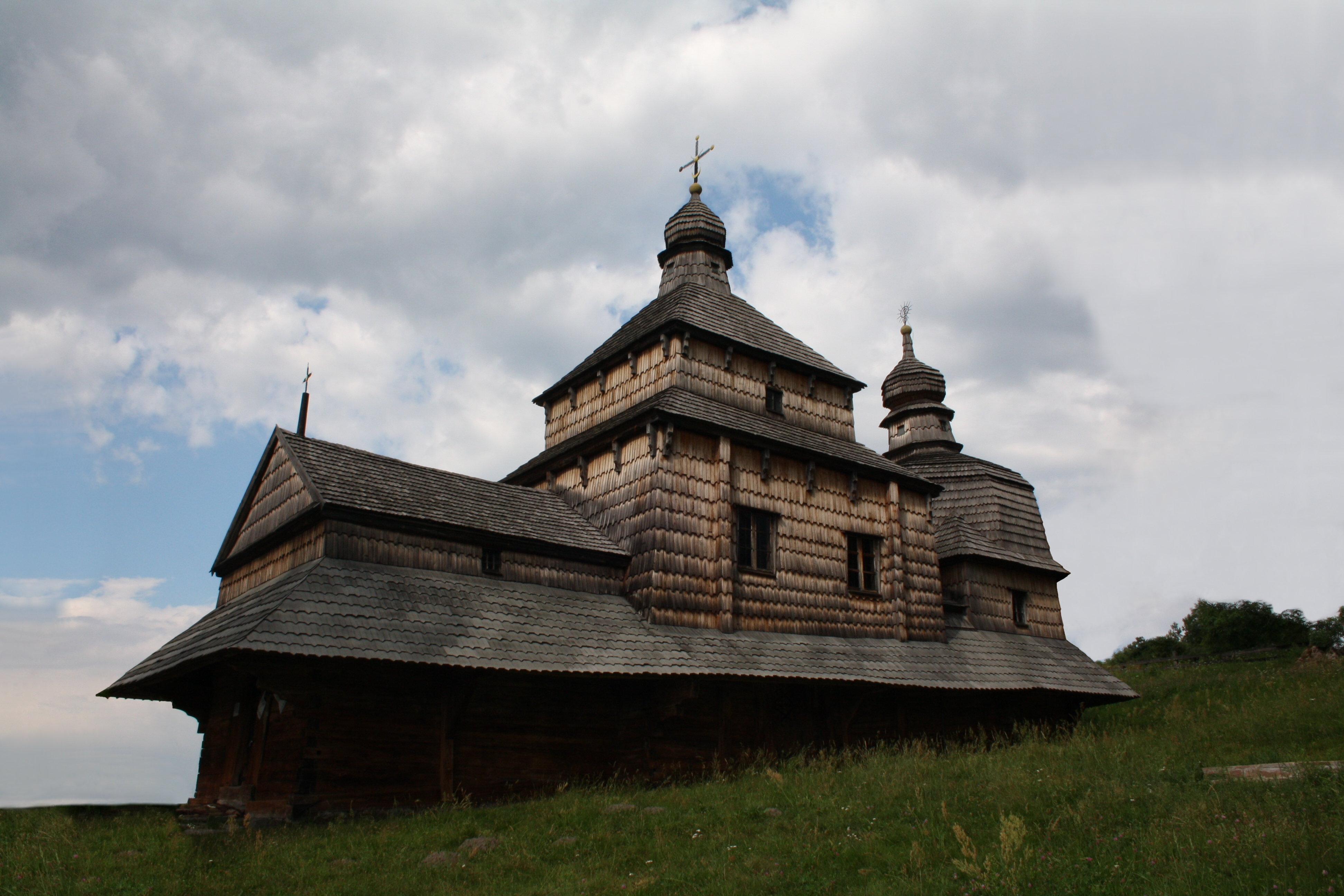
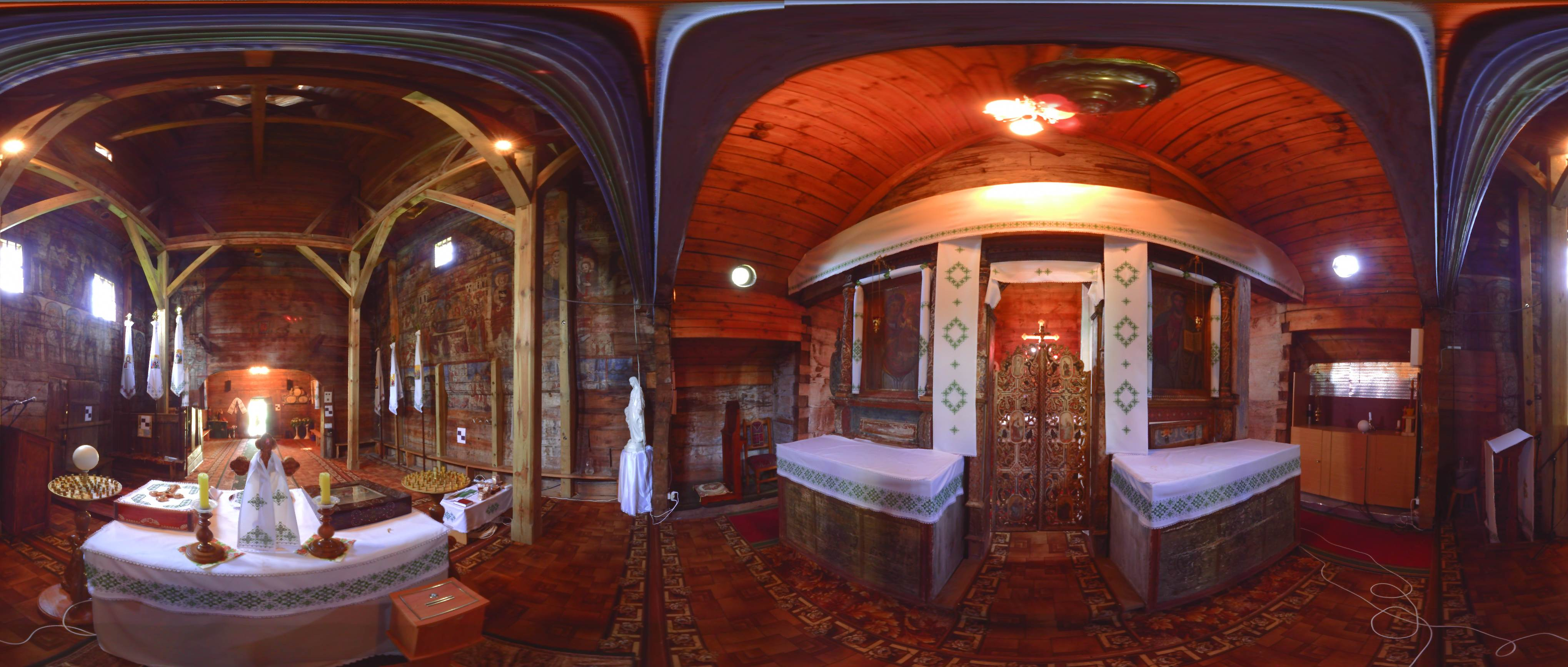
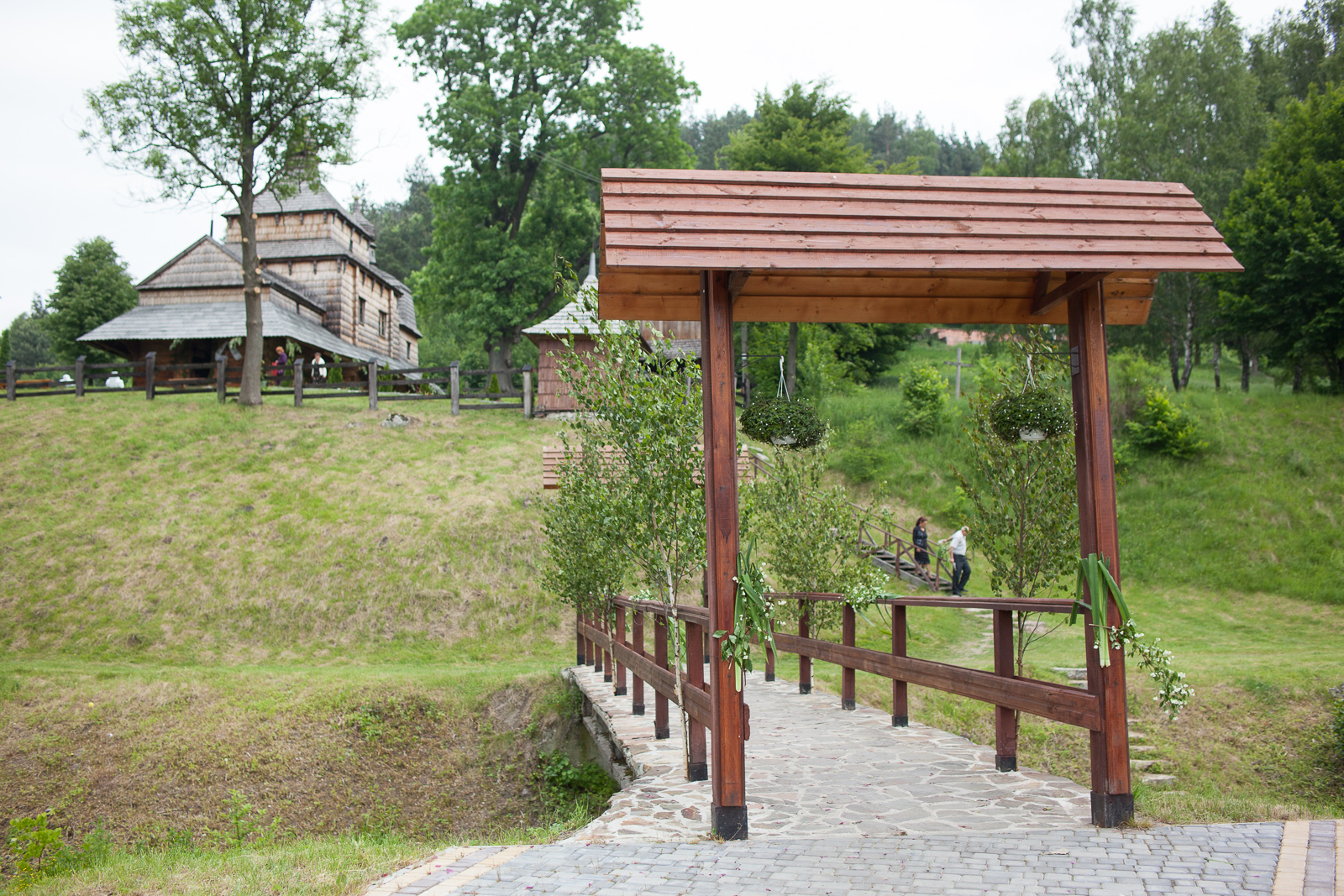
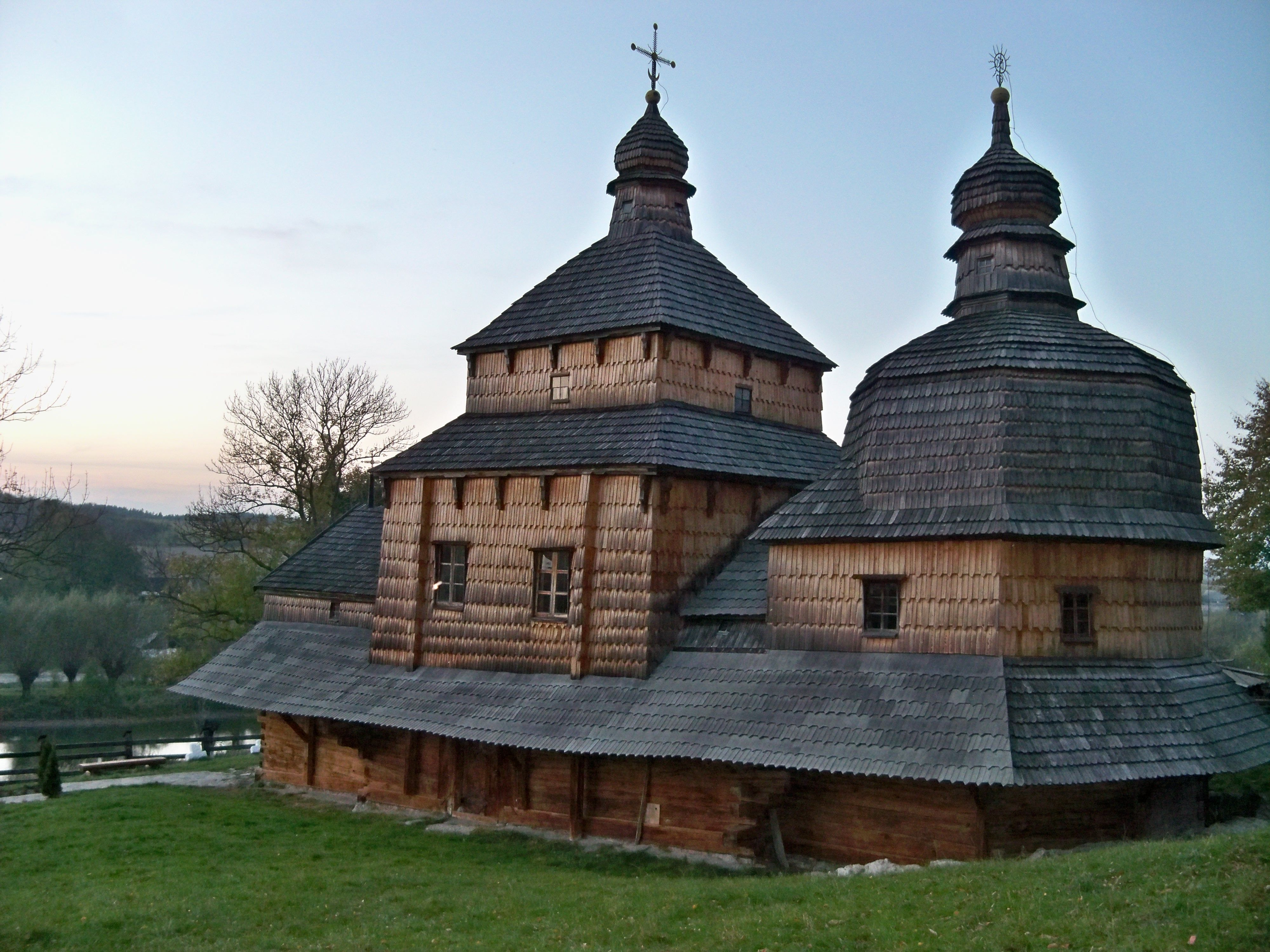